# Изправи се, България
Изправи се.БГ е гражданска платформа, основана на 6 декември 2019 г. и ръководена от Мая Манолова.

## История
На 3 септември 2019 г. Мая Манолова подава оставка като омбудсман на Република България и участва в местните избори за кмет на София. На 6 декември 2019 г. учредява гражданската платформа Изправи се.БГ. На 23 май 2020 г. Изправи се.БГ организира протест пред Министерския съвет, искайки оставката на правителството. На същия този митинг Манолова обявява, че ще се яви на предстоящите парламентарни избори.
Гражданската платформа активно участва в антиправителствените протести през лятото на 2020 г. На 31 август 2020 г. Изправи се.БГ обявява, че няма да прераства в партия, а ще се яви на изборите като партньорска мрежа, в която се включват десетки инициативни комитети от цялата страна. На 29 декември платформата подписва споразумение за общо явяване на изборите с Отровното трио.
На 7 февруари 2021 г. лидерите на „Изправи се.БГ“ и „Отровното трио“ обявяват, че ще се явят заедно на изборите под коалиционното име „Изправи се! Мутри, вън!“, както и отказ от „каквито и да е преговори с ГЕРБ и ДПС“. На 7 септември 2021 г. след поредица скандали, партия „Волт“ обявява, че се оттегля от коалицията, тъй като ръководството се е капсулирало и е забравило обещанията към избирателите си Междувременно Хаджигенов, Бабикян и съмшиленици основават сдружение с нестопаска цел „Ние идваме“ на 2 септември 2021 г, а Хаджигенов е избран за негов председател. Те обявяват че създават гражданско движение, от позицията на което ще водят преговори с М.Манолова и ще преценят дали да останат като част от коалицията или да се присъединят към други партии.

## Приоритети
Главните цели на движението са промяна на модела на управление на страната, повишаване на пенсиите и доходите на българските граждани, съдебна реформа, спиране на вноса на боклук в България, защита на гражданите от монополи, ЧСИ-та и колекторски фирми.

## Предизборна кампания 2020/2021 г.
- Август 2020 г. – Председателят на „България на гражданите“, Димитър Делчев, обявява присъединяването на партията си към „Изправи се.БГ“ по време на публично представяне на гражданската платформа на площад Славейков. Същото правят и председателят на партия „Волт“ – Настимир Ананиев, както и председателката на партия „Движение 21“, Татяна Дончева. Гражданската организация Системата ни убива обявява подкрепата си за Никола Вапцаров като техен представител в рамките на „Изправи се.БГ“.
- 29 декември 2020 г. – Представителят на „Отровното трио“, Николай Хаджигенов, подписва споразумение за общо явяване на парламентарните избори с „Изправи се.БГ“.[6]
- 6 януари 2021 г. – Гражданската организация „Системата ни убива“ пуска изявление, чрез което отказва да подкрепя „която и да е политическа или гражданска формация на предстоящите парламентарни избори, имаща нещо общо с така нареченото „Отровно трио“.[7]
- 17 януари 2021 г. – По време на интервю за БНТ, Мая Манолова заявява, че „Изправи се.БГ“, с ГЕРБ, никога и по никакъв повод няма да прави коалиция“.[8]
- 29 януари 2021 г. – Лидерът на партия „Волт“, Настимир Ананиев, заявява в интервю за БНТ, че „коалиция със сигурност ще има“, както и че „твърдо изключва“ ГЕРБ и БСП. На въпрос за коалиция с „Има Такъв Народ“, Ананиев отвръща с „ако се обединим по политики“ и допълва, че „хората с които не можем да работим – това е скрития модел, който управлява. Той, официално, пред очите на всички, е ГЕРБ и Обединени патриоти, но всъщност е ГЕРБ и ДПС.“[9]'
- 7 февруари 2021 г. – Лидерите на „Изправи се.БГ“ и „Отровното трио“ обявяват, че ще се явят заедно на изборите под коалиционното име „Изправи се! Мутри, вън!“, както и отказ от „каквито и да е преговори с ГЕРБ и ДПС“.[10]
- 10 февруари 2021 г. – „Отровното трио“ изпраща отворено писмо до председателите на „Има такъв народ“, „Демократична България“, БСП и ДПС, в което призовава да не се „влиза в явна или скрита коалиция с Бойко Борисов и ГЕРБ“, както и всеки от изброените да „приема добросъвестно да преговаря и гласува текстове, с които вади прокуратурата от съдебната власт и установява контролни механизми над главния прокурор на България“, „отстоява евроатлантическата ориентация на страната“ и „защитава парламентарната република“.[11]
- 4 април 2021 г. – „Изправи се! Мутри вън!“ печели 150 940 гласа или 4,72% на парламентарните избори и влиза в 45-ото народно събрание с 14 мандата.
- 12 юни 2021 г. – Коалиция „Изправи се! Мутри вън!“ открива предизборната си кампания за парламентарните избори на 11 юли в гр. Пловдив
- 12 юни – 9 юли 2021 г. – Мая Манолова води активна кампания из страната, като се среща граждани от всички области. Последната седмица от кампанията гражданската платформа „Изправи се.БГ“ организира музикални мероприятия в Южен парк, Западен парк, Борисовата градина, парка на Младост 3, за да представи своя т. нар. „Зелен план за София“
- 11 юли 2021 г. – „Изправи се! Мутри вън“ печели 136 885 гласа или 5,01% на предсрочните парламентарни избори и влиза в XLVI народно събрание с 13 мандата.
- 15 октомври – 12 ноември 2021 г. – коалиция „Изправи се БГ! Ние идваме!“ води активна предизборна кампания за предсрочните парламентарни избори, като публично подкрепя кандидат-президентската двойка Румен Радев-Илияна Йотова. Мая Манолова обикаля страната и сменя цвета на косата си в кестеняв.
- 14 ноември 2021 г. – КП „Изправи се БГ! Ние идваме!“ печели 60 055 гласа или 2,29% на парламентарните избори предимно поради появата на „Продължаваме промяната“ и остава извън XLVII народно събрание.

## Участия в избори
| Година      | Избори           | Гласове | %     | Резултат |
| ----------- | ---------------- | ------- | ----- | -------- |
| 04.04.2021* | Народно събрание | 150 940 | 4,72% | 14 / 240 |
| 11.07.2021* | Народно събрание | 136 885 | 5,01% | 13 / 240 |
| 14.11.2021  | Народно събрание | 60 055  | 2,29% | 0 / 240  |
| 02.10.2022  | Народно събрание | 25 207  | 1,01% | 0 / 240  |
| 02.04.2023  | Народно събрание | 56 481  | 2,23% | 0 / 240  |
| 09.06.2024  | Народно събрание | 31 472  | 1,47% | 0 / 240  |

- На изборите през 2021 г. участва като част от коалиция „Изправи се! Мутри вън!“.
- На изборите през юли 2021 г. участва като част от коалиция „Изправи се! Мутри вън!".
- На изборите през ноември 2021 г. участва като част от коалиция „Изправи се БГ! Ние идваме!“
- На изборите през октомври 2022 г. участва като партия с наименованието „Изправи се България“.
- На изборите през април 2023 г. участва като част от коалиция „Левицата!“
- На изборите през юни 2024 г. участва като част от коалиция "Солидарна България" начело с Ваня Григорова.

### Коалиция Изправи се! Мутри вън!
В предизборната Коалиция „Изправи се! Мутри вън!“ влизат следните партии и организации:
- Изправи се.БГ, с лидер Мая Манолова
- Движение 21, с лидер Татяна Дончева
- Единна народна партия, с лидер Валентина Василева
- Движение „България на гражданите“, с лидер Димитър Делчев
- Движение за национално единство и спасение (ДНЕС), с лидер Анжелика Цокова
- Земеделски народен съюз (ЗНС), с лидер Румен Йончев
- Ние идваме!, с лидер Николай Хаджигенов

## XLV народно събрание
За краткия живот на XLV народно събрание ПГ на „Изправи се! Мутри вън!“ е най-малката – с 14 народни представители, но най-законодателно активната парламентарна група. Внасят 8 проекторешения и 23 законопроекта, сред които – изменения в Закона за личната помощ, Изборния кодекс, Кодекса за социално осигуряване, свързано с преизчисление на пенсиите на база осигурителен доход от 2018 г., промени в Закона за здравното осигуряване и т.н. XLV народно събрание остава в историята с Комисията по ревизия на кабинетите Борисов 1, 2, 3. Временната комисия става известна с твърденията на бизнесмена Светослав Илчовски за рекет и корупция на най-високо държавно ниво.

## XLVI народно събрание
По време на XLVI народно събрание ПГ на „Изправи се БГ! Ние идваме!“ участва активно в парламентарната дейност. Възстановява се работата на комисията „Манолова“ и по инициатива на депутати от групата се учредява временна комисия за полицейското насилие по време на протестите през 2020 г. Народните представители от ИБГНИ внасят закон за частния фалит, за закриване на специализирания съд и прокуратура, за отнемане на бюрото по защита от прокуратурата, за отлагане на бизнесплановете на ВиК, промени в правилника на НС за отнемане на депутатските привилегии и закон против внасянето на боклук в България от трети страни.